# Jan Karlsson
Jan Karlsson (Falköping, 8 de febrero de 1966) es un ciclista sueco ya retirado. Especialista en la modalidad de contrarreloj, fue medalla de bronce en la contrarreloj por equipos de los Juegos Olímpicos de Seúl.

## Palmarés
1988
- Campeonato de Suecia Contrarreloj
- Medalla de bronce en los Juegos Olímpicos de Seúl en 100 km contrarreloj por equipos

1989
- Campeonato de Suecia Contrarreloj

1990
- Chrono des Nations
- 3º en el Campeonato de Suecia en Ruta

1991
- Chrono des Nations

1995
- Campeonato de Suecia Contrarreloj

1997
- Tour de Berlín

1999
- 1 etapa de la Vuelta a Argentina